# Bertone Freeclimber 1
Bertone Freeclimber 1 – terenowy samochód osobowy produkowany przez koncern Bertone.
Samochód ten, utrzymany w sportowym stylu, napędzany był jednym z następujących silników rzędowych, 6-cylindrowych, produkcji BMW: benzynowym o poj. 1990 cm3 (129 KM przy 6000 obr./min, 160 km/h), benzynowym o poj. 2693 cm3 (129 KM przy 4800 obr./min), turbodiesel o poj. 2443 cm3 (116 KM przy 4800 obr./min, 152 km/h).
Samochód miał pięciostopniową skrzynię biegów z redukcją. Obydwie osie zawieszono na resorach piórowych, drążkach Panharda, stabilizatorach przechyłu i amortyzatorach o trzech ustawianych poziomach tłumienia. Później, wzorując się na Daihatsu, wyposażono go w niezależne zawieszenie kół, z drążkami skrętnymi z przodu.
Kąt wejścia (natarcia)/zejścia: 42°/32°, głębokość brodzenia: 60 cm.